# Actephila vernicosa
Actephila vernicosa är en emblikaväxtart som beskrevs av Paul Irwin Forster. Actephila vernicosa ingår i släktet Actephila och familjen emblikaväxter. Inga underarter finns listade i Catalogue of Life.